# Gloumovo
Gloumovo ou Glumovo (en macédonien Глумово, en albanais Gllumova) est un village situé à Saraï, une des dix municipalités spéciales qui constituent la ville de Skopje, capitale de la Macédoine du Nord. Le village comptait 1683 habitants en 2002. Il se trouve au sud de l'autoroute qui relie Skopje à Tetovo, près de la Treska et des pentes du mont Vodno. Il est majoritairement albanais.

## Démographie
Lors du recensement de 2002, le village comptait :
- Albanais : 1 646
- Macédoniens : 4
- Serbes : 2
- Bosniaques : 3
- Turcs : 1
- Autres : 3